# Jan Oudegeest
Jan Oudegeest, född 5 augusti 1870, död 10 oktober 1950, var en nederländsk fackföreningsledare och politiker.
Oudegeest erhöll som yngling anställning som stadsbanetjänsteman, deltog i den kristliga ungdomsrörelsen och anslöt sig 1896 till det socialdemokratiska partiet. 1898 blev han redaktör för en järnvägstjänstemannatidning och deltog 1903 i en misslyckad strejk vid järnvägarna. Samma år lämnade Oudegeest sin statstjänst för att helt ägna sig åt fackföreningsverksamheten, blev 1905 sekreterare i den då bildade landsorganisationen samt 1909 dess ordförande. Då fackföreningsinternationalen rekonstruerades 1919, blev han dennas generalsekreterare, en befattning som han innehade till 1928, där han övertog ordförandeskapet i det holländska socialdemokratiska partiet. 1919-28 var han medlem av Internationella arbetsbyråns förvaltningsråd och deltog i de internationella arbetskonferenserna.